# Альфонс, Александр
Алекса́ндр Альфо́нс (фр. Alexandre Alphonse; род. 17 июня 1982, Париж) — французский и гваделупский футболист, игравший на позиции нападающего, и тренер, работавший ассистентом главного тренера в швейцарском клубе «Серветт».

## Клубная карьера
Начал профессиональную карьеру во Франции в 2002 году, подписав контракт с «Греноблем». Не сумев закрепиться в клубе Лиги 2, он уехал в Швейцарию, где поначалу выступал за «Этуаль» (Каруж) в Первой лиге Промоушен и за «Ла-Шо-де-Фон» в Челлендж-лиге.
1 октября 2005 года Альфонс подписал контракт с «Цюрихом». В составе этого клуба он провёл семь сезонов, трижды выиграв чемпионат Швейцарии и сыграл в 14 матчах Лиги чемпионов. 3 ноября 2009 года забил гол в основной стадии Лиги чемпионов 2009/10 в ворота французского «Марселя».
В январе 2012 года Альфонс присоединился к французскому «Бресту». В 2016 году он перешёл в швейцарский «Серветт». Он дебютировал в команде 23 июля 2016 года против «Ксамакса», заменив во втором тайме Мирсада Хасановича. В клубе играл до конца карьеры в 2019 году.

## Карьера в сборной
В 2009 году Альфонс, родившийся и выросший во Франции, принял решение выступать за сборную Гваделупы. В её составе он сыграл в трёх матчах на Золотом кубке КОНКАКАФ в 2009 году: против сборных Панамы (2:1) и Никарагуа (2:0) в группе, а также в четвертьфинале против сборной Коста-Рики (1:5), в ворота которой Альфонс забил единственный мяч. 
23 марта 2016 года Альфонс провёл четвёртый и последний матч за сборную Гваделупы против сборной Суринама в рамках отборочного турнира на Золотой кубок КОНКАКАФ 2017.

## Достижения
«Цюрих»
- Чемпион Швейцарии: 2005/06, 2006/07, 2008/09